# 波馬坎查區
波馬坎查區（西班牙語：Distrito de Pomacancha），是秘魯的一個區，位於該國中部胡寧大區的豪哈省，始建於1961年11月20日，面積281.61平方公里，海拔高度3,806米，2005年人口2,244，人口密度每平方公里8人。